# Ramon de Castellvell
Ramon de Castellvell (†1199), fou bisbe de Barcelona (1189-1199),
Membre del llinatge dels Castellvell, fill de Guillem IV de Castellvell i de Mafalda de Barcelona. Fou preòsit de la seu barcelonina i subscriví l’acta d’elecció del bisbe precedent, Bernat de Berga.
Nomenat bisbe de Barcelona (1189), sostingue un dur litigi amb el monestir de Sant Pere de les Puelles a ausa de la jurisdicció de Montmeló; n’excomunicà l’abadessa i l’afer hagué de ser solucionat pel cardenal Gregori, legat apostòlic, qui els féu signar una concòrdia.Tingué altres conflictes amb el monestir de Santa Eulàlia del Camp, motivats per la definició dels drets parroquials.
Erigí l’altar de la Santíssima Trinitat a la seu de Barcelona i hi traslladà les despulles de sant Oleguer. Consagrà novament l’església de Santa Maria d’Egara (Terrassa). Intervingué en la redacció del decret d’afirmació del catolicisme i d’expulsió dels valdesos dels regnes de Pere I.